# Hans Berggren
Hans Berggren (* 18. Februar 1973) ist ein schwedischer ehemaliger Fußballspieler. Der Stürmer, der in seiner Laufbahn über 60 Tore in der Allsvenskan erzielen konnte, wurde mit IF Elfsborg 2003 schwedischer Pokalsieger.

## Werdegang
Berggren spielte in der Jugend bei Norrsundets IF und Hamrånge GIF, ehe er 1993 bei Gefle IF unterschrieb. Mit dem Klub spielte er in der Division 1. Mit 20 Saisontoren in 25 Zweitligaspielen in der Spielzeit 1997 empfahl er sich für höhere Aufgaben.
Zur Spielzeit 1998 wechselte Berggren daher zu Hammarby IF in die Allsvenskan. Nach zwei Jahren ging er zum Verein FK Haugesund nach Norwegen, für den er zwei Spielzeiten aktiv war. 2002 kehrte er nach Schweden zurück und schloss sich IF Elfsborg an. Hier gehörte er auf Anhieb zur Stammformation und holte 2003 mit der Mannschaft den Svenska Cupen.
Vor der Spielzeit 2006 wechselte Berggren zum Ligakonkurrenten BK Häcken Mit diesem Klub stieg er am Ende der Saison in die Superettan ab. Aufgrund einer längeren Verletzungspause kam er dort nur zu elf Saisoneinsätzen und erzielte dabei ein Tor. Am Ende der Saison verließ er den Verein und kehrte zu seiner ersten Profistation Gefle IF in die schwedische Eliteserie zurück. Dort konnte er sich als Stammspieler etablieren und platzierte sich mit elf Saisontoren im vorderen Bereich der Torschützenliste. In den beiden Folgejahren verringerten sich sowohl Spiel- als auch Toranzahl; in seiner letzten Saison reichte es noch zu sieben Ligaeinsätzen.